# Tomasz Putra
Tomasz Putra (ur. 8 czerwca 1962 w Olecku) – polski rugbysta (występujący w II lub III linii młyna), reprezentant kraju, obecnie trener, posiadający państwowy dyplom I stopnia w rugby nadany przez Ministra Sportu Francji (w 1998), absolwent Akademii Wychowania Fizycznego w Warszawie (w 1988). W latach 2006–2013 szkoleniowiec kadry narodowej.
Ojciec pływaczki Alexandry oraz kuzyn Krzysztofa, wicemarszałka Sejmu i Senatu.

## Kariera zawodnicza
Pierwszym trenerem Tomasza Putry był Andrzej Kopyt.

### Kluby
- AZS AWF Warszawa (1982–1988)
- ASVEL Rugby (1988–1990)
- SO Givors (1990–1996)
- LOU Lyon (1996–2000)

### Sukcesy
Z AZS AWF Warszawa:
- złote medale mistrzostw Polski seniorów: 1982, 1984, 1985, 1986, 1988
- srebrne medale mistrzostw Polski seniorów: 1983, 1987
- zdobywca Pucharu Polski seniorów: 1983

### Reprezentacja
W narodowej reprezentacji Polski rozegrał 10 oficjalnych meczów międzypaństwowych, w których zdobył 14 punktów.

## Kariera trenerska
Uprawnienia instruktora uzyskał w 1984 roku. Swoją pracę trenerska zaczynał z dziećmi i młodzieżą. Jako trener we Francji prowadził między innymi ekipy Fédérale 1 i Fédérale 2. Był też odpowiedzialny za rezerwy w zawodowej ekipie Lyonu. Jego wychowankiem są m.in. reprezenci Francji: Sylvain Marconnet, Pascal Papé, czy Morgan Parra.
W maju 2006 roku został pierwszym trenerem reprezentacji Polski w rugby mężczyzn zastępując na tym stanowisku Jerzego Jumasa. Gdy Putra przejmował opiekę nad reprezentacją, ta występowała w dywizji B2, jednak pod wodzą nowego selekcjonera drużyna narodowa awansowała do dywizji B1 (w 2008; od edycji 2010/2012 pod nazwą 2A).
W kwietniu 2010 roku został odwołany ze stanowiska selekcjonera kadry, jednak w lipcu tego samego roku ponownie powierzono mu prowadzenie drużyny narodowej, po tym jak żaden z pracujących w Polsce szkoleniowców nie przystąpił do konkursu na tę posadę. Tę funkcję pełnił do połowy 2013 roku.
W listopadzie 2012 roku polska reprezentacja zajmowała najwyższe w historii rankingu IRB 25. miejsce (przy 36. miejscu w maju 2006 roku). Sukces ten po części spowodowany jest przeniesieniem do polskiej drużyny narodowej francuskich wzorców szkoleniowych, a po części umiejętnym wykorzystaniem przepisów, które dopuszczają grę w reprezentacji zawodników, którzy legitymują się jedynie pochodzeniem przodków.
Od 2013 roku był asystentem trenera czeskiej kadry, rok później został zaś jej pierwszym szkoleniowcem, prowadząc także reprezentację U-20.